# Allie Morrison
Allie Morrison (Iowa, Estados Unidos, 29 de junio de 1904-18 de abril de 1966) fue un deportista estadounidense especialista en lucha libre olímpica donde llegó a ser campeón olímpico en Ámsterdam 1928.

## Carrera deportiva
En los Juegos Olímpicos de 1928 celebrados en Ámsterdam ganó la medalla de oro en lucha libre olímpica estilo peso pluma, por delante del finlandés Kustaa Pihlajamäki (plata) y del suizo Hans Minder (bronce).